# Анкарано
Анкарано (итал. Ancarano) је насеље у Италији у округу Терамо, региону Абруцо.
Према процени из 2011. у насељу је живело 946 становника. Насеље се налази на надморској висини од 252 м.

## Становништво
Према резултатима пописа становништва 2011. у општини је живело 1.877 становника.
| 1931. | 1936. | 1951. | 1961. | 1971. | 1981. | 1991. | 2001. | 2011. |
| ----- | ----- | ----- | ----- | ----- | ----- | ----- | ----- | ----- |
| 1.840 | 1.972 | 2.012 | 1.884 | 1.413 | 1.497 | 1.753 | 1.774 | 1.877 |